# Río Ufá
El río Ufá (también transcrito como Oufa o Ufa) (en ruso: Караидель; en baskir: Ҡариҙел, romanizado: Qaridhel, literalmente, el 'idel negro') es un largo río ruso localizado en la Rusia europea, un afluente por la derecha del río Belaya, un afluente a su vez del río Kama y este del río Volga. Tiene una longitud de 918 km y desagua una cuenca de 53.100 km² (similar en extensión a países como Croacia o Bosnia y Herzegovina).
Administrativamente, el río Ufá discurre por el óblast de Cheliábinsk, el óblast de Sverdlovsk y la república de Baskortostán de la Federación de Rusia.
El río Ufá se congela, en promedio, desde finales de octubre y principios de noviembre a mediados de abril-mayo. El río es navegable, y los principales puertos son Krasnoufimsk y Ufá (1.021.458 hab. en 2008), la capital de Baskortostán, localizada en la desembocadura en el río Belaya).
La central hidroeléctrica Pavlovski está situada en el río Ufa y se utiliza ampliamente para el abastecimiento de agua. 

## Referencias

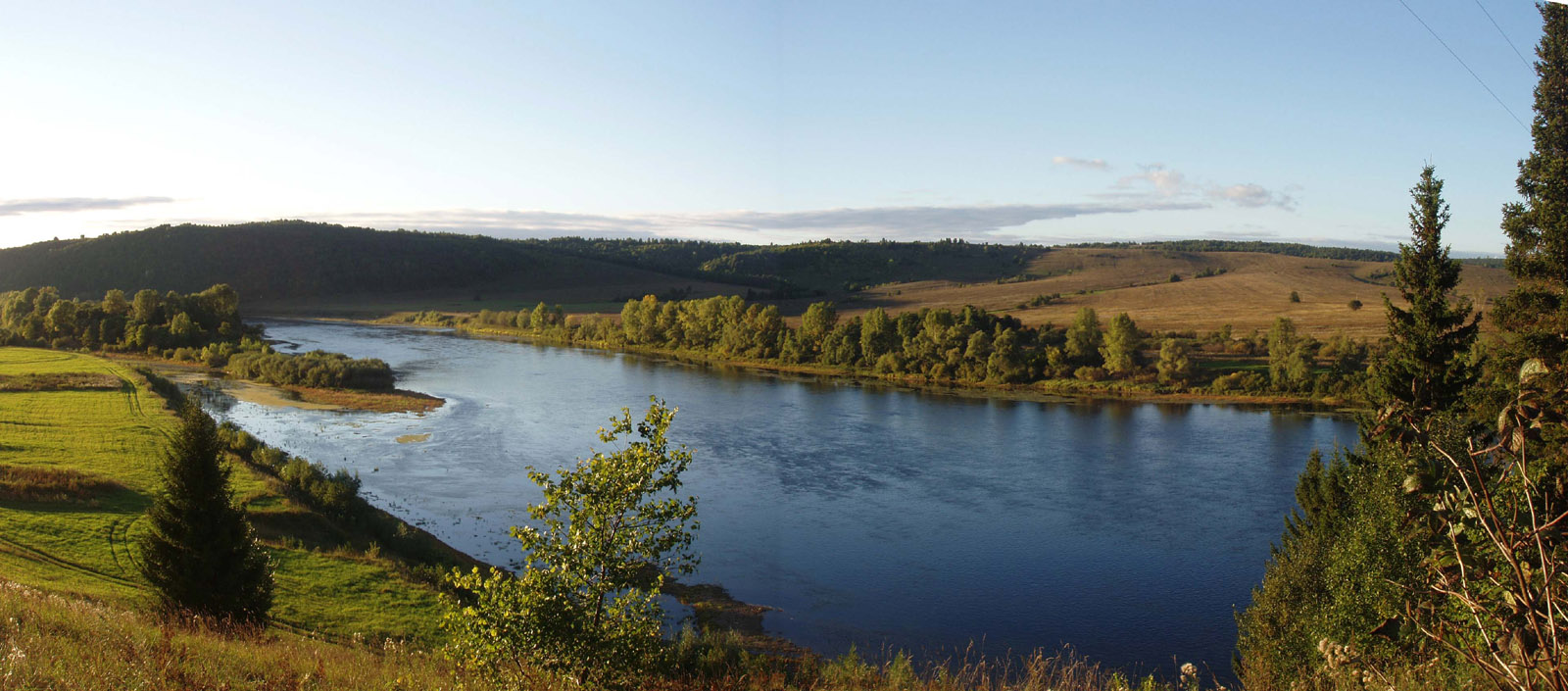
El río Ufá cerca de la aldea de Irkenlek, Bachkirie.